# Arthur Seldon
Arthur Seldon, (29 de maio de 1916 – 11 de outubro de 2005) foi presidente co-fundador, com Ralph Harris, do Institute of Economic Affairs, onde dirigiu assuntos editoriais e editoriais por mais de trinta anos.

## Escritos próprios
- The drift to the corporate state: a preliminary enquiry into the impact of war economy (Liberal Publication Dept, 1941)
- Hire Purchase in a Free Society (1958)
- Pensions for Prosperity Hobart Papers no.4 (1960)
- Your Pensions and You (1960)
- Agenda for a free society: Essays on Hayek's "The constitution of liberty" IEA (1961)
- Put and Take in Welfare (1963)
- Rebirth of Britain: A Symposium of Eighteen Essays, Pan Piper no. MP 72 (1964)
- A. and M. Seldon, "How welfare vouchers work" New Outlook 55, (1966)
- "The Case for Vouchers" (his speech to the Forum), New Outlook 58, (1966)
- "Liberal Controversy Simplified", New Outlook 63 (1967)
- "Universal or Selective Benefits", IEA Monograph no.8 (1967)
- The Great Pensions Swindle (1970)
- Charge (Londres, Temple Smith, 1977)
- Corrigible Capitalism, Incorrigible Socialism (1980)
- Wither the Welfare State (1981)
- Socialism Explained (1983)
- The New Right Enlightenment (1985)
- The Riddle of the Voucher (1986)
- Capitalism (1990)
- The State is Rolling Back: Essays in Persuasion (Londres, 1994)
- "Christopher Muller" M. Kandiah e A. Seldon (eds.), Ideas and Think Tanks in Contemporary Britain vol ? 1 (Londres, 1996)
- The Dilemma of Democracy: The Political Economics of Over-Government (IEA, 1998)
- Ralph Harris e Arthur Seldon, A Conversation with Harris and Seldon (IEA, 2001)
- The Making of the IEA (2002)
- Collected Works of Arthur Seldon (2004–05)